# 与謝野達
与謝野 達（よさの とおる、1941年 - ）は、日本の金融家。東京都生まれ。

## 来歴
- 東京大学法学部第3類（政治コース） 卒業[1]
- 日本輸出入銀行（現・国際協力銀行）入行。
- 1975年 - 同行フランス駐在員（1978年まで）
- 1989年 - パリ首席駐在員（1991年まで）
- 1991年 - 欧州復興開発銀行に出向し経理局次長となる。（1994年まで）
- 1994年 - 野村證券 国際金融担当顧問
- 2001年 - BNPパリバ証券 シニアー･アドヴァイザー
- 2005年 - デクシア銀行 スペシャル･アドヴァイザー 兼任
- 2009年2月20日 - レジオンドヌール勲章シュヴァリエ 授章[2]

## 出版物
著書
- 2006年 - 『ラテン語と日本語の語源的関係』 サンパウロ ISBN 4-8056-9102-6

共訳著
- 1967年 - 『炎と希望 ： ピエール・グルサとエマヌエル共同体』 鶴原典子〈共訳〉 サンパウロ ISBN 4-8056-7914-X

## 親族
- 曽祖父：与謝野礼厳 - 僧侶
- 祖父：与謝野鉄幹 - 歌人
- 祖母：与謝野晶子 - 歌人
- 父：与謝野秀 - 外交官
- 母：与謝野道子 - 評論家、随筆家
- 兄：与謝野馨 - 政治家
- 次妹：與謝野文子 - 詩人、美術評論家
- 従弟：與謝野久 - 建築家
- 息子：与謝野信 -  政治家